# Вік сексуальної згоди

Законодавче регулювання віку сексуальної згоди
----
Мінімальний вік, з якого людина вважається правомочною давати згоду на сексуальний контакт з іншою особою:
до 12 років
12 років
13 років
14 років
15 років
16 років
17 років
18 років
19 років
20 років
пізніше 21 року
Після шлюбу
З досягненням статевої зрілості (у дівчаток — 12 років, у хлопчиків — 13 років)
Різний у різних штатах/провінціях/районах/територіях
Не регулюється законодавством
Відсутня інформація

| до 12 років 12 років 13 років 14 років | 15 років 16 років 17 років 18 років | 19 років 20 років пізніше 21 року |

Вік сексуа́льної зго́ди (англ. Аge of consent) — вік, починаючи з якого людина вважається спроможною дати свідому інформовану згоду на сексуальну взаємодію з іншою людиною, а отже секс із нею не є зґвалтуванням, педофілією чи розбещенням неповнолітніх. У більшості країн світу дорослий несе кримінальну відповідальність, якщо вступає в сексуальні стосунки з особою, молодшою від віку згоди. У деяких країнах караються обидва(-і) партнер(к)и, якщо вони обоє не досягли віку згоди.
Вік сексуальної згоди в Україні — 16 років. Його фактично регулює стаття 155 Кримінального кодексу України), хоча текст статті не містить поняття згоди та не визначає неспроможність дитини, а захищає її незалежно від наявності або відсутності згоди.

## Вік згоди за країнами
У більшості країн світу вік сексуальної згоди варіюється між 14 та 18 роками. В Катарі, Омані та Саудівській Аравії обмежень не встановлено. Найменше з обмежень — 9 років (Ємен), 12 років (Зімбабве, Мексика, Філіппіни), найбільше — 22 роки (Нігер, Мадагаскар, Чад).
У деяких країнах вік згоди може залежати від віку старшого партнера, типу стосунків (гетеро чи гомо) і від того, чи перебувають партнер(к)и у шлюбі, також може існувати заборона позашлюбного сексу.
У деяких країнах законодавство розрізняє загальний вік згоди і вік згоди проституйованої чи іншої особи, що одержує винагороду за вступ у сексуальний зв'язок. При цьому вік згоди повії встановлюють вище (зазвичай 18 років), ніж вік згоди при добровільному сексі. Це виводить дитячу проституцію за рамки закону.
Факультативний протокол до Конвенції про права дитини щодо торгівлі дітьми, дитячої проституції і дитячої порнографії (169 країн-учасниць) забороняє використання дитини (особи до 18 років) в проституції.
| Вік (років) | Європа | Азія | Африка | Південна Америка |
| ----------- | --- | --- | --- | --- |
| 12          | — | — | Ангола | — |
| 13          | — | | Буркіна-Фасо, Коморські Острови, Нігер, САДР | Аргентина |
| 14          | Албанія, Андорра, Австрія, Болгарія, Боснія і Герцеговина, Естонія, Німеччина, Угорщина, Італія, Ліхтенштейн, Північна Македонія, Чорногорія, Португалія, Сан-Марино, Сербія                                                                                      | Бангладеш, Ізраїль (без проникнення), КНР, М'янма, Східний Тимор | Ботсвана (чоловіки), Кабо-Верде, Чад, Демократична Республіка Конго (жінки), Лесото, Мадагаскар, Мадейра, Сан-Томе і Принсіпі | Болівія, Бразилія, Еквадор, Колумбія, Парагвай (гетеросексуальність), Перу, Чилі                                                                  |
| 15          | Данія, Греція, Ісландія, Монако, Польща, Румунія, Словаччина, Словенія, Франція, Хорватія, Чехія, Швеція | Камбоджа, КНДР, Лаос, Сирія | Французькі Південні і Антарктичні Території, Розсіяні острови в Індійському океані, Гвінея, Майотта, Марокко, Реюньйон | Уругвай, Франція (Французька Гвіана) |
| 16          | Вірменія, Азербайджан, Білорусь, Бельгія, Велика Британія, Грузія, Іспанія, Казахстан, Косово, Латвія, Литва, Люксембург, Молдова, Нідерланди, Норвегія, Південна Корея, Російська Федерація, Турецька Республіка Північного Кіпру, Україна, Фінляндія, Швейцарія | Бруней, Гонконг (гетеросексуальність та чоловіча гомосексуальність), Ізраїль (з проникненням), Індонезія (жінки), Йорданія, Киргизстан, Малайзія, Монголія, Непал, Західний берег річки Йордан, Сінгапур, Шрі-Ланка, Республіка Китай, Таджикистан, Туркменістан, Узбекистан (гетеросексуальність, жіноча гомосексуальність та оральний секс між чоловіками), В'єтнам, Японія | Алжир, Ботсвана (жінки), Камерун, Сеута, Канарські острови, Гана, Гвінея-Бісау, Мавританія, Мелілья, Малаві, Маврикій, Мозамбік, Намібія (жінки), Суверенні території Іспанії, Сенегал, Південно-Африканська Республіка, Острови Святої Єлени, Вознесіння і Тристан-да-Кунья, Свазіленд, Того, Замбія, Зімбабве               | Велика Британія (Фолклендські Острови, Південна Джорджія та Південні Сандвічеві острови), Венесуела, Гаяна, Парагвай (гомосексуальність), Суринам |
| 17          | Кіпр, Ірландія | — | — | — |
| 18          | Мальта, Туреччина, Ватикан | Бутан, Індія, Ліван, Таїланд, Філіппіни | Бенін, Бурунді, Центральноафриканська Республіка, Кот-д'Івуар, Демократична Республіка Конго (чоловіки), Джибуті, Єгипет, Екваторіальна Гвінея, Еритрея, Ефіопія, Габон, Гамбія, Кенія, Ліберія, Малі, Нігерія, Республіка Конго, Руанда, Сейшельські Острови, Сьєрра-Леоне, Південний Судан, Сомалі, Танзанія, Туніс, Уганда | — |
| 19          | — | Індонезія (чоловіча гомосексуальність) | — | — |
| 20          | — | — | — | — |
| 21          | — | Бахрейн | — | — |
| Після шлюбу | — | Афганістан, Іран, Кувейт, Мальдіви, Оман, Пакистан, Палестинська держава (Сектор Гази), Катар, Саудівська Аравія, ОАЕ, Ємен | Лівія, Судан | — |

## Історія змін віку згоди
У Стародавньому Римі періоду Республіки, від якого збереглося багато законодавчих матеріалів, шлюбний вік для дівчат був встановлений на рівні 12 років, для юнаків — 14. Однак шлюбний вік не означав те ж, що вік згоди на сексуальні відносини. У Росії у XVI столітті Стоглавий собор окреслив мінімальний вік вступу в шлюб для юнаків з 15 років, а для дівчат з 12 років (гл. 18).
Мабуть, перший зареєстрований закон, що регулював вік сексуальної згоди, датований 1275 роком. Тоді в Англії в англійському праві (перший Вестмінстерський статут) з'явилося положення, що встановило статус дрібного злочину за оманою «малолітньої в межах віку» за її згодою. «У межах віку» витлумачувалося, імовірно, як «не досягла шлюбного віку», який на той час становив 12 років.
У різних культурах дозволеним віком для початку статевого життя вважали вік настання статевої зрілості, яку визначали за зовнішніми ознаками. У більшості етнічних спільнот цей вік варіював між 12 і 14 роками у дівчаток, у хлопчиків він був дещо вищим.
У сучасному цивілізованому суспільстві побутують різні погляди на обмеження, що накладаються віком згоди. Після періоду ліворадикальних хвилювань у Франції при обговоренні реформи кримінального кодексу в 1977 році група французьких інтелектуалів направила петицію до парламенту, закликаючи до декриміналізації сексуальних відносин за згодою з неповнолітніми до 15 років (вік згоди у Франції). Петицію підписали письменники і філософи Ж.-П. Сартр, М. Фуко, Ж. Дерріда, С. Бовуар, Р. Барт, з політиків Б. Кушнер, Ж. Ланг і ін. (докладніше «Pétitions françaises contre la majorité sexuelle» (фр.)).
У 1880 році вік згоди в 37 з 47 штатів США становив 10 років.
З 1890 до 2008 року в Канаді діяв закон, за яким вік згоди був 14 років. З 1 травня 2008 р. його підвищили до 16 років.
В Іспанії в 1995 році був прийнятий новий кримінальний кодекс, який встановив вік згоди з 12 років. У 1999 році він був підвищений до 13 років, а в 2015 р. до 16 років.
В Україні дівчата зрідка вступали у шлюб з 15-річного віку, або й скоріше. До 18-ти років дівчина, як правило, була у шлюбі. На наших теренах неодружені парубки і дівчата практикували дошлюбну близькість, грали у притули.
У сучасній Україні до 14 березня 2018 року вік сексуальної згоди не був встановлений. Натомість, кримінальна відповідальність передбачалася за статеві стосунки з особою, яка не досягла статевої зрілості. Питання досягнення статевої зрілості вирішувалося судово-медичною експертизою, що викликало потребу в її проведенні та ускладнювало кваліфікацію та доказування злочинів. З метою гармонізації законодавства з положеннями конвенції Ради Європи про захист дітей від сексуальної експлуатації та сексуального насильства був прийнятий закон №2334-VIII, який встановив вік сексуальної згоди у 16 років.